# 食水環村
食水環村（英語：Sik Shui Wan Village）位於香港沙田區火炭的一條非原居民村落，位於穗禾苑以東的山谷。

## 歷史
食水環村所在地原是一個位於沙田海西岸的小山谷，在火炭和禾輋之間，山谷內有一條山坑從山上流出大海。1960年代初，有數家人購入山谷的土地建屋，並且截水建蓄水庫和游泳池。據火炭公立學校校友鄧志明憶述，因受海水污染，火炭至禾輋一帶都沒有可供飲用的井水，只有山坑的淡水才可飲用，因此其中此條山坑附近就被名為食水環，常被沙田漁民和碼頭搬運工人利用取水。
1970年代，政府發展沙田新市鎮，其中包括在火炭對出填海興建馬場。食水環村的後山被闢作挖泥區，工程在食水環村旁邊開闢了一條運泥通道。填海完成後，挖泥區發展成居屋穗禾苑，運泥通道後來建成休憩和郊遊設施。
現時，食水環村仍有約十間永久或非永久建築，蓄水庫和游泳池存在至今。

## 近年發展
- 2023年，路政署向沙田區議會提交諮詢文件，建議在食水環村旁邊興建穗禾苑至火炭路底行人徑行人通道系統。